# Антресоль

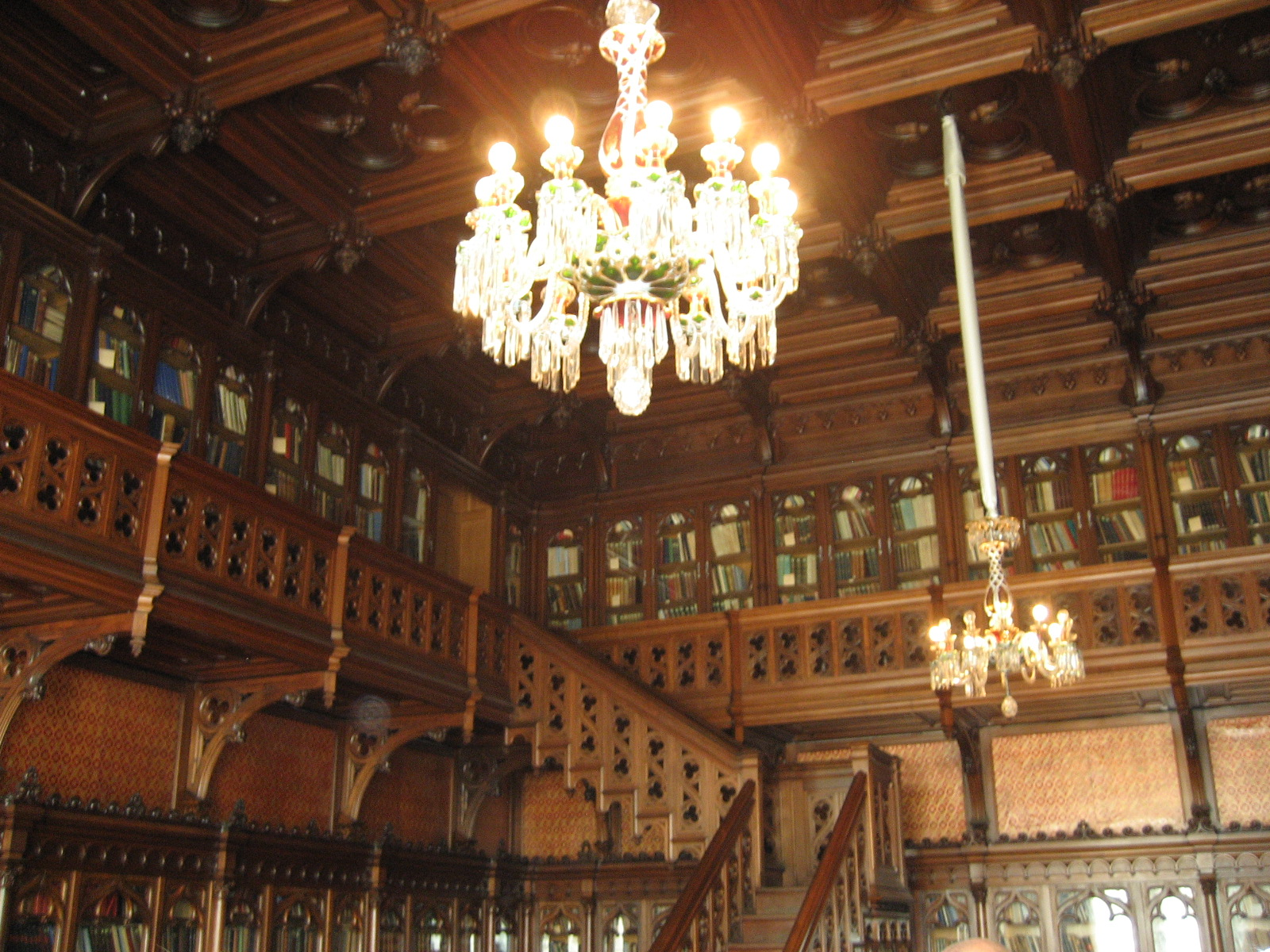
Дерев'яна бібліотека в антресолях Зимового палацу

Антресо́ль, звичайніше у множині — антресо́лі (фр. entresol — «міжпідлога», «міжповерхня») — верхній напівповерх, вбудований в об'єм основного поверху в садибах XVIII століття і першої половини XIX століття. Як правило, має низьку стелю. При цьому доводиться або ділити великі вікна поверху, або влаштовувати формений низенький поверх з самостійними, порівняно малої величини вікнами.
Антресоллю називається також верхня частина високої кімнати, розділеної на два напівповерхи. В сучасних квартирах або будинках антресольний поверх використовують як робочий кабінет, спальню або зону відпочинку.
У просторіччі «антресолями» («антресоллю») називають настил під стелею для зберігання речей.